# Myopites orientalis
Myopites orientalis är en tvåvingeart som beskrevs av Valery Korneyev 1987. Myopites orientalis ingår i släktet Myopites och familjen borrflugor. Inga underarter finns listade i Catalogue of Life.